# Macquarie University
Die Macquarie University ist eine Universität im Norden von Sydney, Australien. Sie wurde 1964 gegründet und nach dem ersten australischen Gouverneur des Bundesstaates New South Wales Lachlan Macquarie benannt. Die Universität belegt im Times Higher Education World University Ranking den 11. Platz in Australien und den 192. der Welt. Die Macquarie Business School rangiert regelmäßig auf oberen Plätzen im internationalen Vergleich: 2022 wertete das QS World University Rankings den Master of Finance auf Platz 1 in Australien und Platz 32 der Welt. Die Financial Times wertete 2020 den MBA auf Platz 97 der Welt. Sie ist Mitglied der Association of Commonwealth Universities.
Der Campus erstreckt sich auf über 126 ha und befindet sich 15 km südlich des Sydney Business District. Er bietet weitläufige Parkanlagen, eine Bibliothek und mehrere Sport-Zentren mit Golf-, Tennis-, Rugby- und mehreren Schwimmflächen. Das Universitäts-Motto bedeutet "lehre fröhlich" und ist eine Redewendung aus den Canterbury Tales.

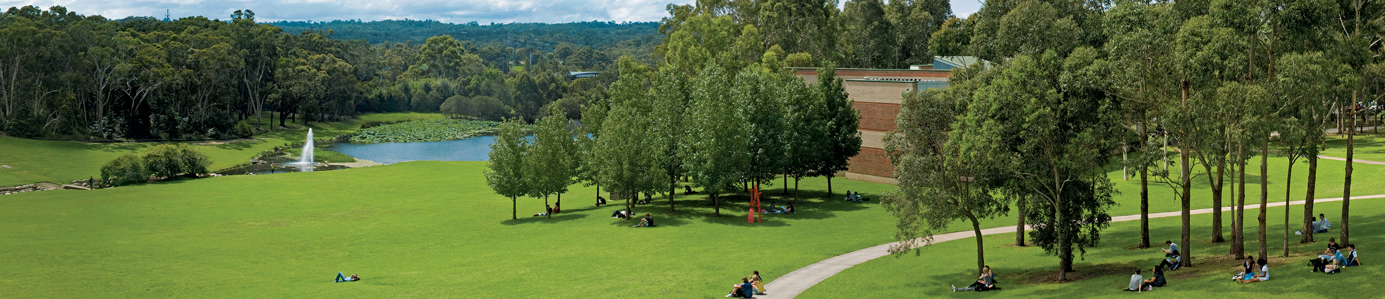
North Ryde Campus, Macquarie University

## Fakultäten
Im Jahr 2022 sind an der Schule über 44.000 Studenten aus über 100 Ländern eingeschrieben.
Die jetzige Universität hat fünf Fakultäten, 30 Departments und 11 Forschungszentren:
- Faculty of Arts[8]
  - Macquarie School of Education
  - Department of History and Archaeology
  - Department of Indigenous Studies
  - Macquarie Law School
  - Department of Media, Communications, Creative Arts, Language, and Literature
  - Department of Philosophy
  - Department of Security Studies and Criminology
  - Macquarie School of Social Sciences
- Macquarie Business School[9]
  - Department of Accounting and Corporate Governance
  - Department of Actuarial Studies and Business Analytics
  - Department of Applied Finance
  - Department of Economics
  - Department of Management
  - Department of Marketing
- Faculty of Medicine, Health and Human Sciences[10]
  - Department of Biomedical Sciences
  - Department of Chiropractic
  - Department of Clinical Medicine
  - Department of Cognitive Science
  - Department of Health Professions
  - Department of Health Systems and Populations
  - Department of Linguistics
  - Department of Psychology
  - Centre for Ageing Cognition and Wellbeing
  - Centre for Elite Performance Expertise and Training
  - Centre for Emotional Health
  - Centre for Language Sciences
  - Dementia Research Centre
  - H:EAR | Hearing Education Application Research
  - Macquarie University Centre for Motor Neuron Disease Research
  - Macquarie University Centre for Reading
  - Multilingualism Research Centre
  - Perception in Action Research Centre
  - Centre for Scaffolding the Ageing Mind
- Faculty of Science and Engineering[11]
  - Department of Biological Sciences
  - School of Computing
  - Department of Earth and Environmental Sciences
  - School of Engineering
  - School of Mathematical and Physical Sciences
  - Department of Molecular Sciences
  - Applied BioSciences
  - Australian Astronomical Optics Macquarie
- Macquarie University College

Das Macquarie University College bietet als fünf Fakultät Bachelor-Studiengänge an, während die vorherigen Fakultäten auf Postgraduierten Studiengänge (Master, Promotion) spezialisiert sind.

## Persönlichkeiten

### Dozenten
- Rachael Gunn, Kulturanthropologin und Breakdancerin
- Patricia Margaret Selkirk, Biologin und Ökologin

### Bekannte Studenten / Absolventen
- Benjamim Côrte-Real, osttimoresischer Hochschullehrer und Linguist
- Tanya Plibersek, spätere Labor-Ministerin für Wohnungsbau und Frauenfragen, danach für Gesundheit
- Ian Thorpe, mehrfacher Olympiasieger

## Referenzen
1. ↑  Annual Report 2016. Macquarie University
2. ↑  World University Rankings. 25. August 2021, abgerufen am 18. Februar 2022 (englisch).
3. ↑  Business Masters - Masters in Finance 2022. Abgerufen am 18. Februar 2022 (englisch).
4. ↑  Macquarie Business School - Business school rankings from the Financial Times - FT.com. Abgerufen am 18. Februar 2022.
5. ↑  Lise Lecerf: Facts and rankings. Abgerufen am 18. Februar 2022 (englisch).
6. ↑  Kenny Jong: Facilities. Abgerufen am 18. Februar 2022 (englisch).
7. ↑  Orientation. Abgerufen am 18. Februar 2022 (englisch).
8. ↑  Departments and schools. Abgerufen am 18. Februar 2022 (englisch).
9. ↑  Administration: Our departments. Abgerufen am 18. Februar 2022 (australisches Englisch).
10. ↑  Administration: Departments and centres. Abgerufen am 18. Februar 2022 (australisches Englisch).
11. ↑  Departments and schools. Abgerufen am 18. Februar 2022 (englisch).
12. ↑  Macquarie University College. Abgerufen am 18. Februar 2022 (englisch).

Koordinaten: 33° 46′ 30,9″ S, 151° 6′ 46,5″ O